# Kyle Walker
Kyle Walker (Sheffield, 28 mei 1990) is een Engels betaald voetballer die doorgaans in de verdediging speelt. Hij verruilde Manchester City in juli 2025 voor Burnley. Walker debuteerde in 2011 in het Engels voetbalelftal.

## Clubcarrière

### Sheffield United
Walker doorliep de jeugdopleiding van de plaatselijke betaaldvoetbalclub Sheffield United. In het seizoen 2008/09 maakte hij op huurbasis bij Northampton Town zijn debuut als profvoetballer. Bij zijn terugkeer bij Sheffield United maakte hij zijn officiële debuut voor die ploeg op 13 januari 2009 in het FA Cup-duel tegen Leyton Orient. Zijn debuut voor Sheffield in de competitie speelde hij op 25 april 2009 tegen Swansea City. Hij speelde zeven wedstrijden voor Sheffield dat seizoen.

### Tottenham Hotspur
Op 22 juli 2009 vertrok hij naar Tottenham Hotspur dat uitkwam op het hoogste Engelse niveau, de Premier League. Samen met Kyle Naughton ging hij voor elf miljoen euro naar die club. Hij werd dat seizoen opnieuw verhuurd aan Sheffield United, waar hij in de eerste seizoenshelft slechts twee wedstrijden miste en 28 wedstrijden speelde, waarvan slechts twee niet 90 minuten. Zijn laatste wedstrijd speelde hij op 30 januari 2010 tegen Middlesbrough, maar twee dagen later, op de slotdag van de transferperiode, werd hij teruggehaald door Tottenham, omdat concurrent Alan Hutton juist was verhuurd aan Sunderland. Op 27 maart maakte Walker zijn debuut voor Tottenham tegen Portsmouth FC. Tottenham won met 2-0 en Walker speelde de hele wedstrijd. 
Het seizoen 20210/11 speelde Walker voor drie clubs. Hij speelde drie minuten tegen Stoke City namens Tottenham en werd vervolgens voor een half jaar verhuurd aan Queens Park Rangers, dat uitkwam in de Championship. Hij miste geen minuut in dat halfjaar en speelde alle wedstrijden. Op 20 november was hij tegen Preston North End goed voor twee assists in een 3-1 overwinning. De tweede seizoenshelft speelde hij voor Premier League-club Aston Villa. Op 5 februari 2011 scoorde hij in zijn derde wedstrijd voor de club zijn eerste goal in zijn carrière. In een 2-2 gelijkspel tegen Fulham passeerde hij doelman Mark Schwarzer.
Aan het begin van het seizoen 2011/12 verlengde hij zijn contract tot de zomer van 2016. Bovendien gaf trainer Harry Redknapp al aan dat hij Walker niet zou gaan verkopen. Dat seizoen werd hij onbetwist basisspeler bij Tottenham. Op 2 oktober scoorde hij uitgerekend tegen rivaal Arsenal de beslissende treffer in een 2-1 overwinning en daarmee zijn eerste goal voor de club. Hij speelde 46 wedstrijden in alle competities en werd vierde met Spurs. Dat seizoen werd hij verkozen tot PFA Young Player of the Year, waarmee hij onder meer Sergio Agüero, Danny Welbeck, Daniel Sturridge, Alex Oxlade-Chamberlain en ploeggenoot Gareth Bale aftroefde. Ook werd hij opgenomen in het PFA Team of the Season, met teamgenoten Gareth Bale en Scott Parker.
In het seizoen 2012/13 speelde Walker 50 van de 54 wedstrijden, alleen Jan Vertonghen en Gylfi Sigurðsson kwamen vaker in actie. Ook het seizoen erop was hij een vaste waarde. Op 18 december 2013 was hij in de bekerwedstrijd tegen West Ham United voor het eerst aanvoerder. In maart 2014 liep Walker een liesblessure op, die hem de rest van het seizoen uitschakelde. Ook de eerste seizoenshelft van het seizoen 2014/15 was hij grotendeels uitgeschakeld. Op 11 december maakte hij in de UEFA Europa League-wedstrijd tegen Beşiktaş zijn rentree voor de Spurs. Ook de einde van dat seizoen, vanaf begin april, miste hij door blessureleed, waardoor hij tot slechts 21 wedstrijden kwam dat seizoen, zijn laatste aantal sinds zijn debuutseizoen 2008/09. Wel stond hij op 1 maart in de finale van de EFL Cup tegen stadsgenoot Chelsea, die met 1-0 verloren ging. 
Het seizoen 2015/16 was hij weer fit en speelde hij weer bijna alles. Dat seizoen stond Tottenham Hotspur bijna de gehele tweede seizoenshelft tweede achter de verrassende kampioen Leicester City en zou het voor het eerst sinds het seizoen 1994/95 weer eens boven rivaal Arsenal eindigen. In de laatste twee speelrondes gaf het die plek echter uit handen door twee keer te verliezen van Southampton (2-1) en Newcastle United (5-1), waardoor Arsenal alsnog tweede werd. Het seizoen 2016/17 was het achtste en laatste seizoen van Walker bij Tottenham. Walker werd met Spurs tweede achter Chelsea en eindigde dus alsnog boven rivaal Arsenal. Hij werd voor de tweede keer opgenomen in het PFA Team of the Season, samen met teamgenoten Danny Rose, Dele Alli en Harry Kane. Hij speelde in totaal 227 wedstrijden voor Tottenham, waarin hij tot vier goals en twintig assists kwam. 

### Manchester City
Walker tekende in juli 2017 een contract tot medio 2022 bij Manchester City. Dat betaalde circa €57 miljoen voor hem aan Tottenham Hotspur, dat ook nog tot circa €3,4 miljoen in het vooruitzicht kreeg aan eventuele bonussen. De transfer maakte Walker op dat moment de duurste verdediger ooit. Hij ging in Manchester concurreren Danilo. Op 12 augustus maakte hij zijn debuut voor de club tegen Brighton & Hove Albion (2-0 winst). Een week later pakte hij door twee gele kaarten binnen drie minuten rood, waardoor hij een wedstrijd schorsing moest uitzitten. Direct na zijn schorsing was hij met assists tegen Liverpool (5-0) en Watford (6-0) meteen weer belangrijk voor zijn club. City verloor dat seizoen in de competitie slechts twee keer, hield achttien keer de nul en werd 100 punten en een voorsprong van 19 punten op stadsgenoot Manchester United glansrijk kampioen. Kyle Walker werd voor de derde keer in zijn carrière en voor de tweede keer op rij opgenomen in het PFA Team of the Season, waar met Nicolás Otamendi, David Silva, Kevin De Bruyne en Sergio Agüero nog vier City-spelers in stonden. Ook won City op 25 februari 2018 de EFL Cup van Arsenal met 3-0, wat Walkers eerste prijs in zijn carrière betekende. 
Op 5 augustus 2018 won Walker met City de FA Community Shield 2018 van Chelsea en net als in de bekerfinale speelde Walker negentig minuten. Dat seizoen won City bovendien een nationale treble: het kampioenschap en beide bekers. Opnieuw behaalde City heel veel punten dat seizoen (98), hoewel de concurrentie dat seizoen in Liverpool met 97 punten een stuk sterker was. In de finales van de FA Cup en EFL Cup was City te sterk voor respectievelijk Watford (6-0) en opnieuw Chelsea (0-0, 3-4 na strafschoppen). Walker speelde dat seizoen 52 wedstrijden: alleen keeper Ederson Moraes speelde meer wedstrijden (55) van de 60 wedstrijden dat seizoen. 
In juli 2019 verlengde Walker zijn contract bij City tot medio 2024. In augustus 2019 won Walker opnieuw de Community Shield van Liverpool, dat na een 1-1 eindstand met penalty's verslagen werd. Op 2 november was Walker met een doelpunt en een assist persoonlijk verantwoordelijk voor een 2-1 overwinning op Southampton. Vier dagen later moest hij tijdens de Champions League-wedstrijd tegen Atalanta tien minuten als keeper spelen. Eerste doelman Ederson viel geblesseerd uit in de eerste helft. Zijn vervanger Claudio Bravo pakte een rode kaart in de 81ste minuut. Walker meldde zich aan om tussen de palen te staan. Hij maakte enkele saves en hield de nul. Op 1 maart 2020 won City de EFL Cup met 2-1 van Aston Villa. 
Op 31 oktober 2020 scoorde Walker in zijn honderdste wedstrijd voor Manchester City een afstandsschot tegen zijn oude club Sheffield United, maar hij juichte niet, 'omdat hij een Sheffield United-fan is.' Een andere voormalig werkgever van hem trof Walker opnieuw in de finale van de EFL Cup, die City voor de derde achtereenvolgende keer won door Tottenham Hotspur met 1-0 te verslaan. Ook de competitie won City dat seizoen voor de derde keer sinds de komst van Walker. Op 29 mei 2021 stond Manchester City voor het eerst in de finale van de Champions League. Kyle Walker speelde negentig minuten maar zag Chelsea met 1-0 winnen door een doelpunt van Kai Havertz. 
In de eerste seizoenshelft van het seizoen 2022/23 miste Walker een aantal wedstrijden door blessureleed. In april 2023 ging Josep Guardiola spelen met een 3-2-4-1 formatie, met drie centrale verdedigers en twee controlerende middenvelders daarvoor. Daardoor daalde Walkers speeltijd, omdat Walker voor  beide posities niet helemaal goed uit de voeten zou komen. Wel werd Walker volop geprezen tijdens de halve finale van de Champions League tegen Real Madrid, waarin in beide wedstrijden de gevaarlijke Vinícius Júnior goed in bedwang wist te houden.
Op 20 mei 2023 wist Manchester City opnieuw kampioen te worden van de Premier League. Daar zag het lang niet naar uit omdat Arsenal lang bovenaan stond, maar na een nederlaag tegen Nottingham Forest was de kampioen duidelijk en was prijs één op jacht naar de treble binnen. Op 3 juni won Walker als basisspeler de FA Cup-finale van Manchester United. Op 10 juni was Walker bankzitter in de Champions League-finale tegen Internazionale, waar hij in de 82'ste minuut inviel bij een 1-0 voorsprong van City, wat ook de uitstand was. Hij werd vervolgens opgenomen in het UEFA Champions League Team of the Tournament.
In de zomer van 2023 was er interesse voor Walker van Bayern München, dat wilde profiteren van de nieuwe reserverol van Walker. Walker bleef City echter trouw en werd vice-captain door het vertrek van aanvoerder İlkay Gündoğan naar FC Barcelona. Door een blessure van nieuwe aanvoerder Kevin De Bruyne was Walker captain in de UEFA Super Cup op 11 augustus. Hij scoorde de winnende penalty na een 1-1 tegen UEFA Europa League-winnaar Sevilla. Op 14 september verlengde Walker zijn contact bij City met twee seizoenen tot de zomer van 2026. Aan het begin van dat seizoen was Guardiola weer afgestapt van zijn 3-2-4-1 formatie, waardoor Walker als rechtsback weer onomstreden was.

### AC Milan
Tijdens het seizoen 2024-25 kondigde Pep Guardiola aan dat Walker had gevraagd om de club te verlaten met nog slechts zes maanden te gaan van zijn contract. Op 24 januari 2025 sloot Walker zich aan bij AC Milan voor een lening tot het einde van het seizoen, met een optie om de deal permanent te maken. 

## Clubstatistieken
| Seizoen         | Club               | Competitie      | Competitie | Competitie | Beker | Beker | Internationaal | Internationaal | Overig | Overig | Totaal | Totaal |
| Seizoen         | Club               | Competitie      | Wed.       | Dlp.       | Wed.  | Dlp.  | Wed.           | Dlp.           | Wed.   | Dlp.   | Wed.   | Dlp.   |
| --------------- | ------------------ | --------------- | ---------- | ---------- | ----- | ----- | -------------- | -------------- | ------ | ------ | ------ | ------ |
| 2008/09         | Sheffield United   | Championship    | 2          | 0          | 2     | 0     | —              | —              | 3      | 0      | 7      | 0      |
| 2008/09         | → Northampton      | League One      | 9          | 0          | 0     | 0     | —              | —              | —      | —      | 9      | 0      |
| 2009/10         | → Sheffield United | Championship    | 26         | 0          | 2     | 0     | —              | —              | —      | —      | 28     | 0      |
| 2009/10         | Tottenham Hotspur  | Premier League  | 2          | 0          | 0     | 0     | —              | —              | —      | —      | 2      | 0      |
| 2010/11         | Tottenham Hotspur  | Premier League  | 1          | 0          | 0     | 0     | 0              | 0              | 0      | 0      | 1      | 0      |
| 2010/11         | → QPR              | Championship    | 20         | 0          | 0     | 0     | —              | —              | —      | —      | 20     | 0      |
| 2010/11         | → Aston Villa      | Premier League  | 15         | 1          | 3     | 1     | —              | —              | —      | —      | 18     | 2      |
| 2011/12         | Tottenham Hotspur  | Premier League  | 37         | 2          | 5     | 0     | 4              | 0              | —      | —      | 46     | 2      |
| 2012/13         | Tottenham Hotspur  | Premier League  | 36         | 0          | 3     | 0     | 11             | 0              | —      | —      | 50     | 0      |
| 2013/14         | Tottenham Hotspur  | Premier League  | 26         | 1          | 4     | 0     | 3              | 0              | —      | —      | 33     | 1      |
| 2014/15         | Tottenham Hotspur  | Premier League  | 15         | 0          | 3     | 0     | 3              | 0              | —      | —      | 21     | 0      |
| 2015/16         | Tottenham Hotspur  | Premier League  | 33         | 1          | 2     | 0     | 0              | 0              | —      | —      | 35     | 1      |
| 2016/17         | Tottenham Hotspur  | Premier League  | 33         | 0          | 1     | 0     | 5              | 0              | —      | —      | 39     | 0      |
| 2017/18         | Manchester City    | Premier League  | 32         | 0          | 9     | 0     | 7              | 0              | —      | —      | 48     | 0      |
| 2018/19         | Manchester City    | Premier League  | 33         | 1          | 8     | 1     | 10             | 0              | 1      | 0      | 52     | 2      |
| 2019/20         | Manchester City    | Premier League  | 29         | 1          | 6     | 0     | 6              | 0              | 1      | 0      | 42     | 1      |
| 2020/21         | Manchester City    | Premier League  | 24         | 1          | 7     | 1     | 11             | 0              | —      | —      | 42     | 2      |
| 2021/22         | Manchester City    | Premier League  | 20         | 0          | 4     | 0     | 7              | 1              | —      | —      | 31     | 1      |
| 2022/23         | Manchester City    | Premier League  | 27         | 0          | 6     | 0     | 5              | 0              | 1      | 0      | 39     | 0      |
| 2023/24         | Manchester City    | Premier League  | 32         | 0          | 5     | 0     | 6              | 0              | 4      | 0      | 47     | 0      |
| Carrière totaal | Carrière totaal    | Carrière totaal | 453        | 8          | 70    | 3     | 81             | 1              | 9      | 0      | 596    | 12     |

Bijgewerkt op 15 juli 2024.

## Interlandcarrière
Walker maakte op 12 november 2011 zijn debuut in het Engels voetbalelftal, in een oefeninterland tegen Spanje (1–0 winst). Tussen 2011 en 2013 speelde hij tien interlands, waarna bondscoach Roy Hodgson anderhalf jaar lang geen beroep meer deed op Delph. In maart 2015 keerde hij terug in het nationaal elftal. Op 16 mei 2016 werd Walker opgenomen in de selectie van Engeland voor het Europees kampioenschap voetbal 2016. Engeland werd in de achtste finale uitgeschakeld door IJsland (1–2) na doelpunten van Ragnar Sigurðsson en Kolbeinn Sigþórsson. Walker maakte tevens deel uit van de Engelse selectie voor het WK voetbal 2018 in Rusland, die door bondscoach Gareth Southgate op 16 mei bekend werd gemaakt. Ook maakte hij deel uit van de Engelse selecties op het EK 2021 en het WK 2022. Hij werd op 6 juni 2024 door Southgate opgenomen in de Engelse selectie voor het EK 2024 in Duitsland. Engeland bereikte de finale, die het met 2–1 verloor van Spanje. Walker miste op het toernooi geen minuut aan speeltijd en werd na afloop door de UEFA opgenomen in het Team van het Toernooi.

## Erelijst
| Competitie            | Aantal              | Jaren                                                |
| Queens Park Rangers   | Queens Park Rangers | Queens Park Rangers                                  |
| --------------------- | ------------------- | ---------------------------------------------------- |
| EFL Championship      | 1x                  | 2010/11                                              |
| Manchester City       |                     |                                                      |
| UEFA Champions League | 1x                  | 2022/23                                              |
| UEFA Super Cup        | 1x                  | 2023                                                 |
| FIFA Club World Cup   | 1x                  | 2023                                                 |
| Premier League        | 6x                  | 2017/18, 2018/19, 2020/21, 2021/22, 2022/23, 2023/24 |
| EFL Cup               | 4x                  | 2017/18, 2018/19, 2019/20, 2020/21                   |
| FA Cup                | 2x                  | 2018/19, 2022/23                                     |
| FA Community Shield   | 2x                  | 2018, 2019                                           |